# The Truth According to Wikipedia
The Truth According to Wikipedia 2008-ban bemutatott holland dokumentumfilm az angol nyelvű Wikipédiáról. A film angol nyelven jelent meg. A filmet IJsbrand van Veelen rendezte. A film többek között a Wikipédia megbízhatóságát vizsgálja.

## Fordítás
- Ez a szócikk részben vagy egészben  a   The Truth According to Wikipedia című angol Wikipédia-szócikk ezen változatának fordításán alapul.  Az eredeti cikk szerkesztőit annak laptörténete sorolja fel. Ez a jelzés csupán a megfogalmazás eredetét és a szerzői jogokat jelzi, nem szolgál a cikkben szereplő információk forrásmegjelöléseként.